# Савчук, Борис Петрович
Борис Петрович Савчук (укр. Борис Петрович Савчук; род. 14 октября 1962, Дубно, Ровенская область) — украинский историк, педагог, доктор исторических наук, профессор кафедры историографии и источниковедения и профессор кафедры педагогики и образовательного менеджмента ПНУ им. Василия Стефаника. Автор более 200 научных публикаций по проблемам истории образования и педагогики; теории и практики обучения и воспитания; педагогической компаративистики; этнопедагогики; истории Галиции, Волыни, Буковины; этнологии, памятковедения, некрополистики, других областей знаний. Среди них 11 персональных монографий, 6 учебников и учебное пособие.

## Биография
Родился 14 октября 1962 года в городе Дубно, Ровенская область (ныне Украина).
Окончил Луцкий государственный педагогический институт имени Леси Украинки (теперь Волынский национальный университет имени Леси Украинки) в 1984 году по специальности учитель истории.
1991 защитил кандидатскую диссертацию на тему: «Роль общественных организаций в подготовке молодежи к военной службе. 80-е годы (на материалах западных областей Украины)».
1999 защитил докторскую диссертацию на тему: «Украинские общественные организации в общественной жизни Галиции (последняя треть XIX в. — конец 30-х годов XX в.)».
В 2002 получил ученое звание профессора кафедры историографии и источниковедения ПНУ им. Василия Стефаника. 
Член редакционной комиссии научного культурно-просветительского краеведческого журнала «Галичина». 
С 2006 года работает на кафедре педагогики и образовательного менеджмента имени Богдана Ступарика ПНУ им. Василия Стефаника.

## Труды
- Билавич, Г.; Савчук, Б. Свой к своему за своим: экономический национализм в Западной Украине (конец ХІХ — начало 40-х гг. ХХ в.) = Свій до свого по своє: економічний націоналізм  у Західній Україні (кінець ХІХ – початок 40-х рр. ХХ ст.) (укр.). — Ивано-Франковск, 2020. — 340 с.
- Билавич, Г.; Савчук, Б. Коучинг в высшей школе: теория, технология, эксперимент = Коучинг у вищій школі: теорія, технологія, експеримент (укр.). — Ивано-Франковск: ПНУ им. В. Стефаника, 2022. — 332 с.
- Савчук Б. П.; Билавич Г. В.. Феномен «кризиса идентичности» русинов Галиции в украинском и российском дискурсе первой половины ХІХ в. // Русин : журнал. — Томск: Общественная ассоциация «Русь», 2020. — Т. 59. — С. 89—114. — ISSN 2345-1149. — doi:10.17223/18572685/59/6.

## Награды
- Почётная грамота Министерства Образования Украины[1];
- Знак отличия Ивано-Франковской областной государственной администрации «Лучший учёный года»[1].